# Sypnoides
Sypnoides är ett släkte av fjärilar. Sypnoides ingår i familjen nattflyn.
Kladogram enligt Catalogue of Life:
| Sypnoides | \| \| Sypnoides hollowayi \| \| \| \| \| \| Sypnoides mandarina \| \| \| \| \| \| Sypnoides pannosa \| \| \| \| |
|           | \| \| Sypnoides hollowayi \| \| \| \| \| \| Sypnoides mandarina \| \| \| \| \| \| Sypnoides pannosa \| \| \| \| |
|           | Sypnoides hollowayi                                                                                             |
|           | |
|           | Sypnoides mandarina                                                                                             |
|           | |
|           | Sypnoides pannosa                                                                                               |
|           | |

## Bildgalleri

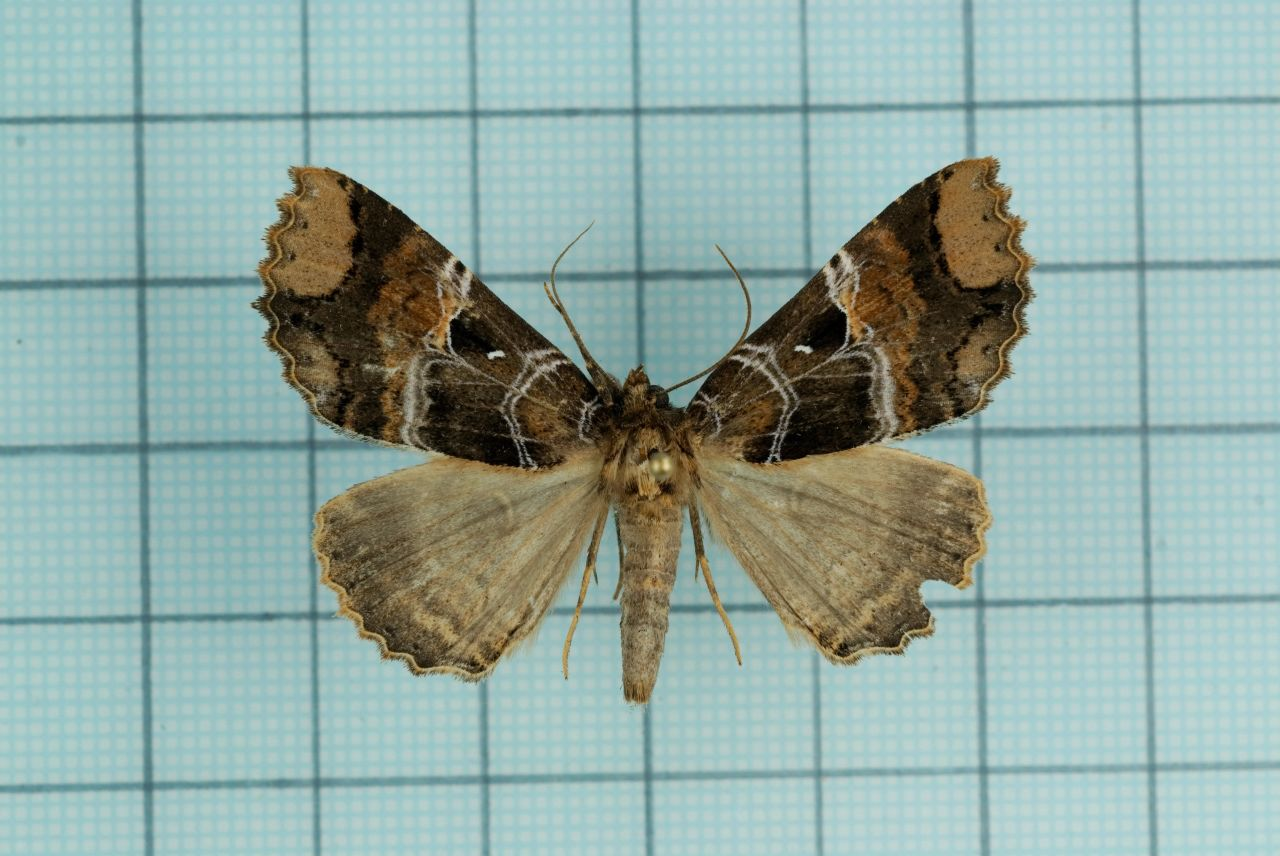
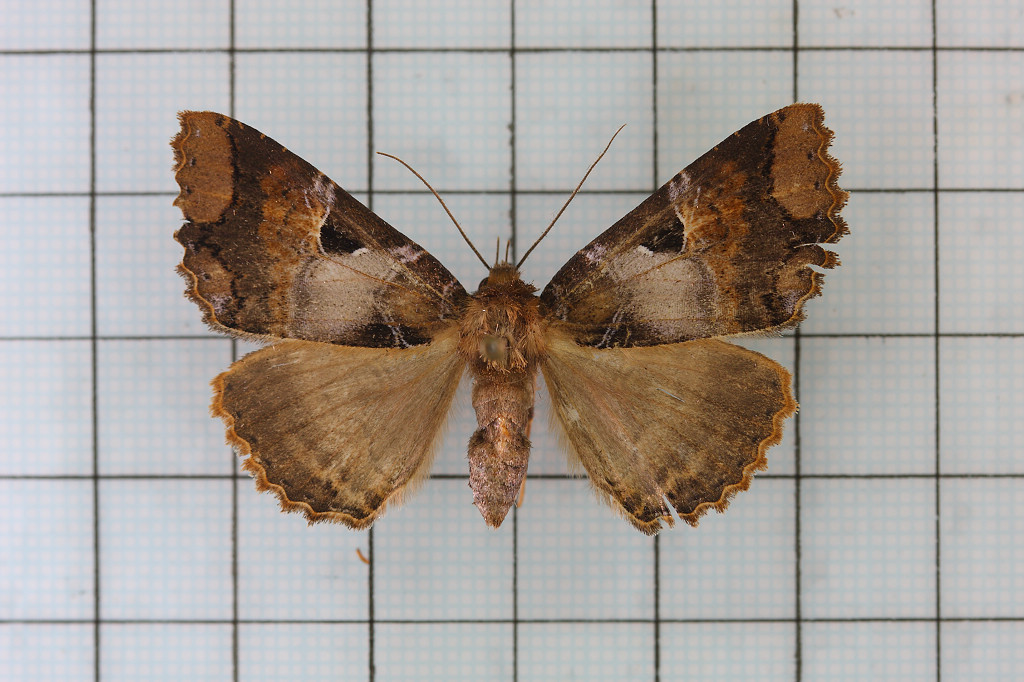
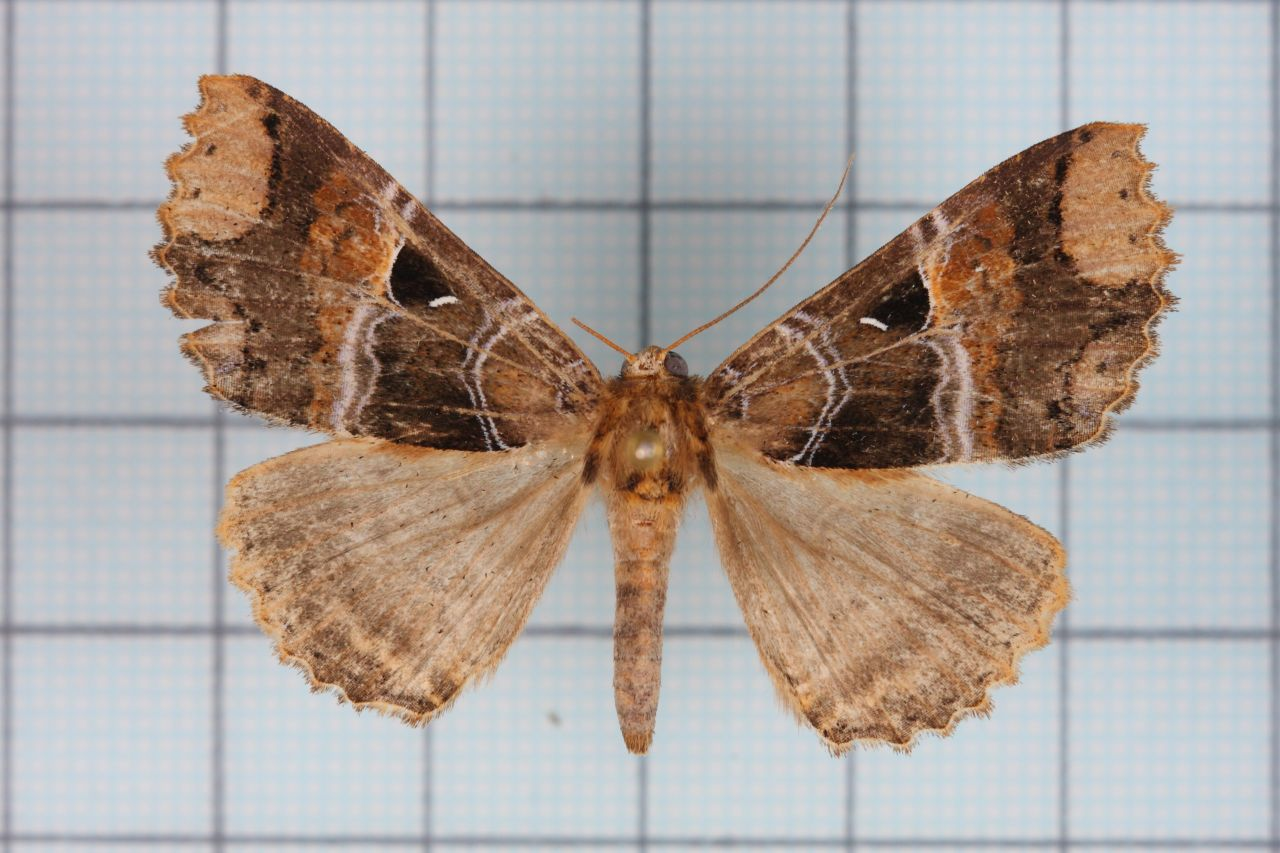
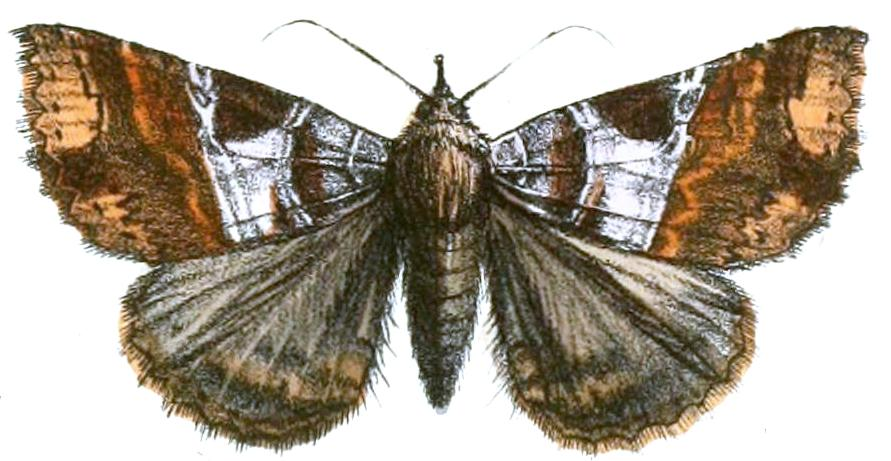
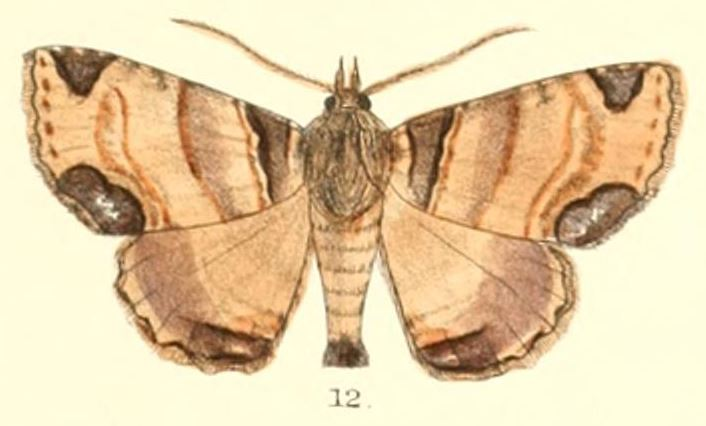
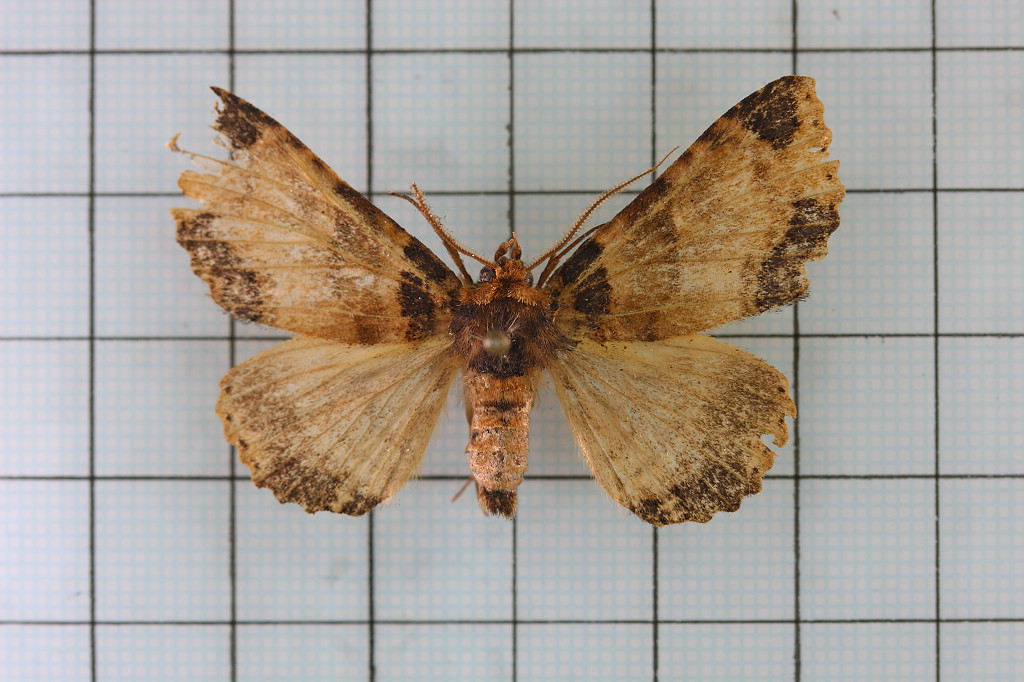